# Domenico Umberto D'Ambrosio
Domenico Umberto D'Ambrosio (Peschici, 15 september 1941) is een Italiaans geestelijke en aartsbisschop van de Rooms-Katholieke Kerk. 
D'Ambrosio bezocht het bisschoppelijk seminarie van Manfredonia en werd op 19 juli 1965 priester gewijd. Hij viel - als pastoor in San Gioavanni Rotondo op door zijn grote communicatieve en pastorale gaven. Hij werd in 1989 door paus Johannes Paulus II benoemd tot bisschop van Termoli-Larino. Hij werd op 6 januari van het daaropvolgende jaar door de paus zelf gewijd waarbij Giovanni Battista kardinaal Re, prefect van de Congregatie voor de Bisschoppen en Miroslav Marusyn, secretaris van de Congregatie voor de Oosterse Kerken optraden als medewijdende bisschoppen. Hij koos Misericors et Fidelis (Barmhartig en Getrouw, uit Hebreeën 2:16) als zijn wapenspreuk.
In 1999 werd D'Ambrosio bevorderd tot aartsbisschop van Foggia-Bovino. Vier jaar later werd hij aartsbisschop van Manfredonia-Vieste-San Giovanni Rotondo en pauselijk delegaat voor het heiligdom van Pater Pio in San Giovanni Rotondo. Zes jaar daar weer na werd hij door paus Benedictus XVI benoemd tot aartsbisschop van Lecce. Even daarvoor had hij in San Giovanni Rotondo de paus ontvangen, die een bezoek bracht aan het heiligdom.
- Istituto Centrale per il Catalogo Unico: RMLV054582
- Système universitaire de documentation: 120777576